# أقط

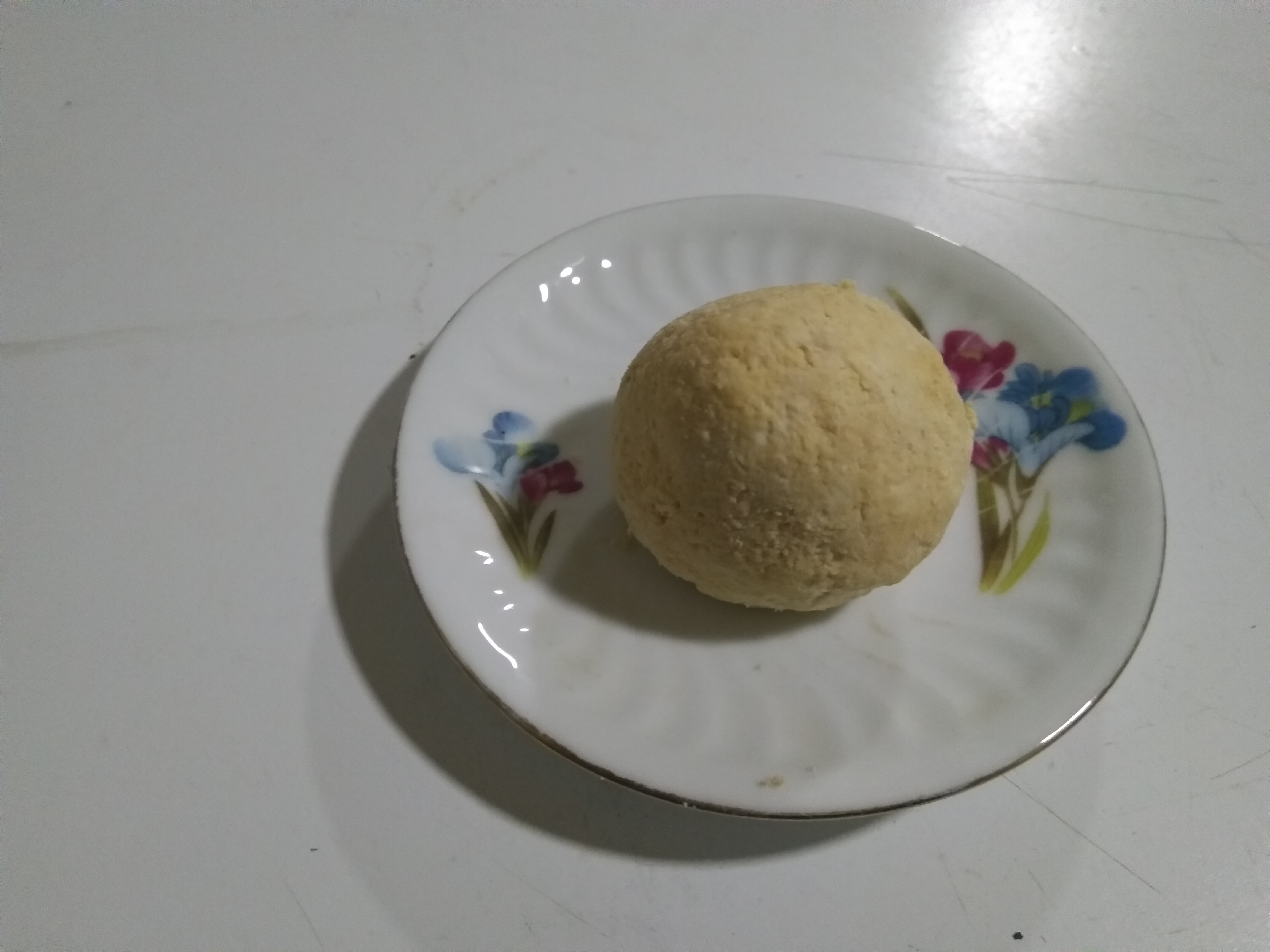
أقط، نوع من الطعام المعد من اللبن الحامض المجفف، متوفر في جزيرة العرب والعراق والأردن.

الأقط أو الجميد أو الجثي أو الكثي أو البقل أو المضير أو المريس هو شكل من أشكال منتجات الألبان المجففة والمُحَمَّضٌة التي تُجَمَّدُ حتى تستحجِر وتُطْبَخ أَو يطبخ بها. ينتشر استخدامه في نجد في الأردن وفلسطين وشمال السعودية، خاصة من قبل البدو بسبب سهولة حفظه لفترات طويلة، وهو يعتبر المكوّن الأساسي لطبق الأردن الوطني المنسف. تستخدم لفظة الجميد حصراً في الأردن وفلسطين، بينما يسمى بالأقط في نجد وشرق الأردن، والجثي في العراق والكثي بحوران. ويقابله في إيران (بالفارسية: " کشک مايع")، أي الجبن السائل، وبلغات آسيا الوسطى يسمى قروت.
الأقط من طعام البادية وهو طريقة للاستفادة من الحليب في أيام الوفرة في الربيع، حيث يكثر الحليب بسبب وفرة المراعي الخضراء بعد هطول الأمطار، فكانوا يخضون الحليب حتى يصير لبناً وهو حامض الطعم ثم بعد ذلك يُغلى حتى يتبخر الماء ويترسب في أسفل القدر أشبه ما يكون بالمعجون يشكل لاحقاً على عدة أشكال من المستدير والمربع ومنها وغالباً ما يشكل على شكل راحة اليد، ثم يترك لينشف تحت أشعة الشمس حتى يصبح يابساً جداً. ويقدم أيضاً مع الشاي وله طعمٌ زاكٍ خصوصاً إذا كان حديث الاعداد.
يتم تشكيل الأقط بأشكال متعددة تشتهر في المناطق العربية على شكل دائري أو كروي وفي إيران علي شكر أعواد صغيرة ويضاف الية اوراق نبتة الشار العطرية لإضفاء نكهة مميزة عليه.

## التصنيع
يتم صنع الجميد من الحليب بعد تحويله إلى لبن رائب ومن ثم يتم خض اللبن في أوعية خاصة مصنوعة من جلد الماعز (تسمى الشكوة) ليتم فرز اللبن عن الزبدة الموجودة في الحليب. وبعد ذلك تُزال الزبدة من اللبن الناتج عن عملية الخض، ويسمى ذلك اللبن (مخيضاً أو شنينة) ويتم تسخينه قليلاً على النار وبدون تحريك حتى يبدأ بالتخثر وبعد ذلك يتم وضعه في وعاء من الشاش لمدة يوم على الأقل لتصفية الماء الزائد الموجود فيه؛ وأخيراً يتم إضافة قليل من الملح له وتشكيله على شكل كرات وتجفيفة في الشمس.
يستعمل الجميد في الكثير من الأطباق مثل المنسف والمجللة والرشوف.
وفي حين ان الجميد التقليدي يتم انتاجه بصورة صلبة (يعرف باسم الجميد الكركي)، إلا أنه قد تم توفيره حديثًا على شكل جميد سائل. تُباع هذه النسخة السائلة إما طازجة وتحتاج إلى التبريد أو كطويل الاجل.

## جزيرة العرب
يعرف الاقط جزيرة العرب غالبًا باسمه التاريخي -إقط- بالذات في المناطق الوسطى من البلاد وعند قبائل الحجاز. كما يعرف عند بعض المناطق باسم البقل أو المضير. ويتم تشكيله براحة اليد حيث ياخذ شكل راحة اليد ويتم اكله أحيانا مع التمر واللبن أو إضافته إلى أطباق اللحم أو الشوربه وكذلك الجريش وهو طبق قديم لا زال مشهورًا ومن مكوناته اللبن والقمح ويضاف إليهما أحيانا الاقط لإعطاءه طعمًا أقوى. والاقط معروف ومتوفر بكثرة عند المجتمعات البدوية والفلاحية وعند الحضر عمومًا في مدن وقرى وواحات وسط البلاد. والاقط عمومًا معروف في الحجاز واليمامة ونجد منذ ما قبل الإسلام. ويتميز الاقط في السعودية عن بقية الدول بكونه متوفر بنوعين أحدهما هش أو ليّنّ وبه رطوبه ومتوسط الملوحة ومن الممكن أكله في أي وقت منفردًا أو مع التمر أو غيره من أنواع الطعام، كما يوجد نوع آخر من الاقط للحفظ لمدة أطول وهو شديد الملوحة وصلب ولابد من نقعه في الماء لتليينه ولتخفيف ملوحته قبل استخدامه للطبخ وغيره.
وكان يطلق عليه قديمًا وفي كتب السلف أقط ويطلق عليه في بعض مناطق جزيرة العرب إقط كما يعرف عند بعض المناطق بأسماء أخرى.

## في الإسلام
أكل رسول الله ﷺ من الأقط فقد روي عن ابن عباس  أن: أَهْدَتْ أُمُّ حُفَيْدٍ خَالَةُ ابْنِ عَبَّاسٍ إِلَى النَّبِيِّ ﷺ أَقِطًا وَسَمْنًا وَأَضُبًّا. فَأَكَلَ النَّبِيُّ صلى الله عليه وسلم مِنْ الْأَقِطِ وَالسَّمْنِ وَتَرَكَ الأضُبَّ تَقَذُّرًا، والأضب هو حيوان الضب المعروف.